# Меттьюс (Північна Кароліна)
Меттьюс (англ. Matthews) — місто (англ. town) в США, в окрузі Мекленберг штату Північна Кароліна. Населення — 27 198 осіб (2010).

## Географія
Меттьюс розташований за координатами 35°7′11″ пн. ш. 80°42′48″ зх. д. / 35.11972° пн. ш. 80.71333° зх. д. (35.119668, -80.713333). За даними Бюро перепису населення США в 2010 році місто мало площу 44,53 км², з яких 44,32 км² — суходіл та 0,22 км² — водойми.

## Демографія
Згідно з переписом 2010 року, у місті мешкало 27 198 осіб у 10 526 домогосподарствах у складі 7552 родин. Густота населення становила 611 осіб/км². Було 11021 помешкання (247/км²).
Расовий склад населення:
| - 81,8 % — білих - 9,6 % — чорних або афроамериканців - 4,2 % — азіатів - 0,3 % — корінних американців - 2,2 % — осіб інших рас |

До двох чи більше рас належало 1,9 %. Частка іспаномовних становила 5,8 % від усіх жителів.
За віковим діапазоном населення розподілялося таким чином: 24,9 % — особи молодші 18 років, 61,8 % — особи у віці 18—64 років, 13,3 % — особи у віці 65 років та старші. Медіана віку мешканця становила 40,3 року. На 100 осіб жіночої статі у місті припадало 92,6 чоловіків; на 100 жінок у віці від 18 років та старших — 88,5 чоловіків також старших 18 років.
Середній дохід на одне домашнє господарство становив 92 298 доларів США (медіана — 73 137), а середній дохід на одну сім'ю — 105 636 доларів (медіана — 87 045). Медіана доходів становила 65 100 доларів для чоловіків та 47 607 доларів для жінок. За межею бідності перебувало 6,1 % осіб, у тому числі 7,6 % дітей у віці до 18 років та 4,4 % осіб у віці 65 років та старших.
Цивільне працевлаштоване населення становило 14 785 осіб. Основні галузі зайнятості: освіта, охорона здоров'я та соціальна допомога — 21,8 %, науковці, спеціалісти, менеджери — 14,0 %, роздрібна торгівля — 13,0 %, фінанси, страхування та нерухомість — 12,2 %.